# Bistum Chascomús
Das Bistum Chascomús (lat.: Dioecesis Chascomusensis, span.: Diócesis de Chascomús) ist eine in Argentinien gelegene römisch-katholische Diözese mit Sitz in Chascomús.

## Geschichte
Das Bistum Chascomús wurde am 27. März 1980 durch Papst Johannes Paul II. mit der Päpstlichen Bulle Universum dominicum gregem aus Gebietsabtretungen des Erzbistums La Plata und des Bistums Mar del Plata errichtet. Es wurde dem Erzbistum La Plata als Suffraganbistum unterstellt.

## Bischöfe von Chascomús
- Rodolfo Bufano, 1980–1982, dann Bischof von San Justo
- José María Montes, 1983–1996
- Juan Carlos Maccarone, 1996–1999, dann Bischof von Santiago del Estero
- Carlos Humberto Malfa, 2000–2024
- Juan Ignacio Liébana, seit 2024